# Гужно
Гу́жно (пол. Górzno, нім. Gorzno) — місто в північній Польщі. Належить до Бродницького повіту Куявсько-Поморського воєводства.

## Демографія
Демографічна структура станом на 31 березня 2011 року:
|          | Загалом | Допрацездатний вік | Працездатний вік | Постпрацездатний вік |
| -------- | ------- | ------------------ | ---------------- | -------------------- |
| Чоловіки | 685     | 137                | 475              | 73                   |
| Жінки    | 717     | 135                | 421              | 161                  |
| Разом    | 1402    | 272                | 896              | 234                  |